# Rāmāyaṇa VI: ''Yuddhakāṇḍa''

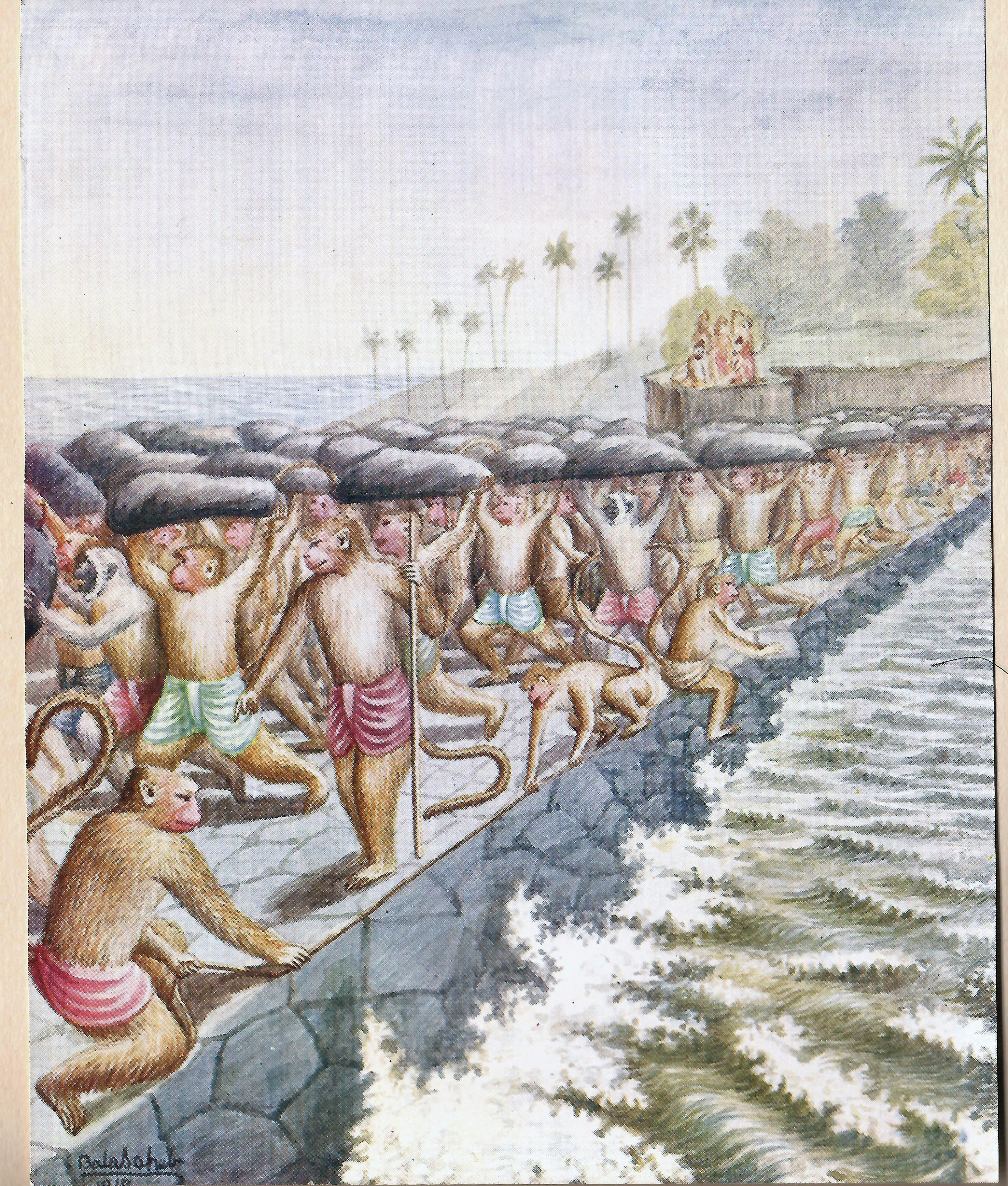
L'armata dei vānara costruisce il ponte tra il Subcontinente indiano e Laṅkā, alla conquista dell'isola (primi del XX secolo).

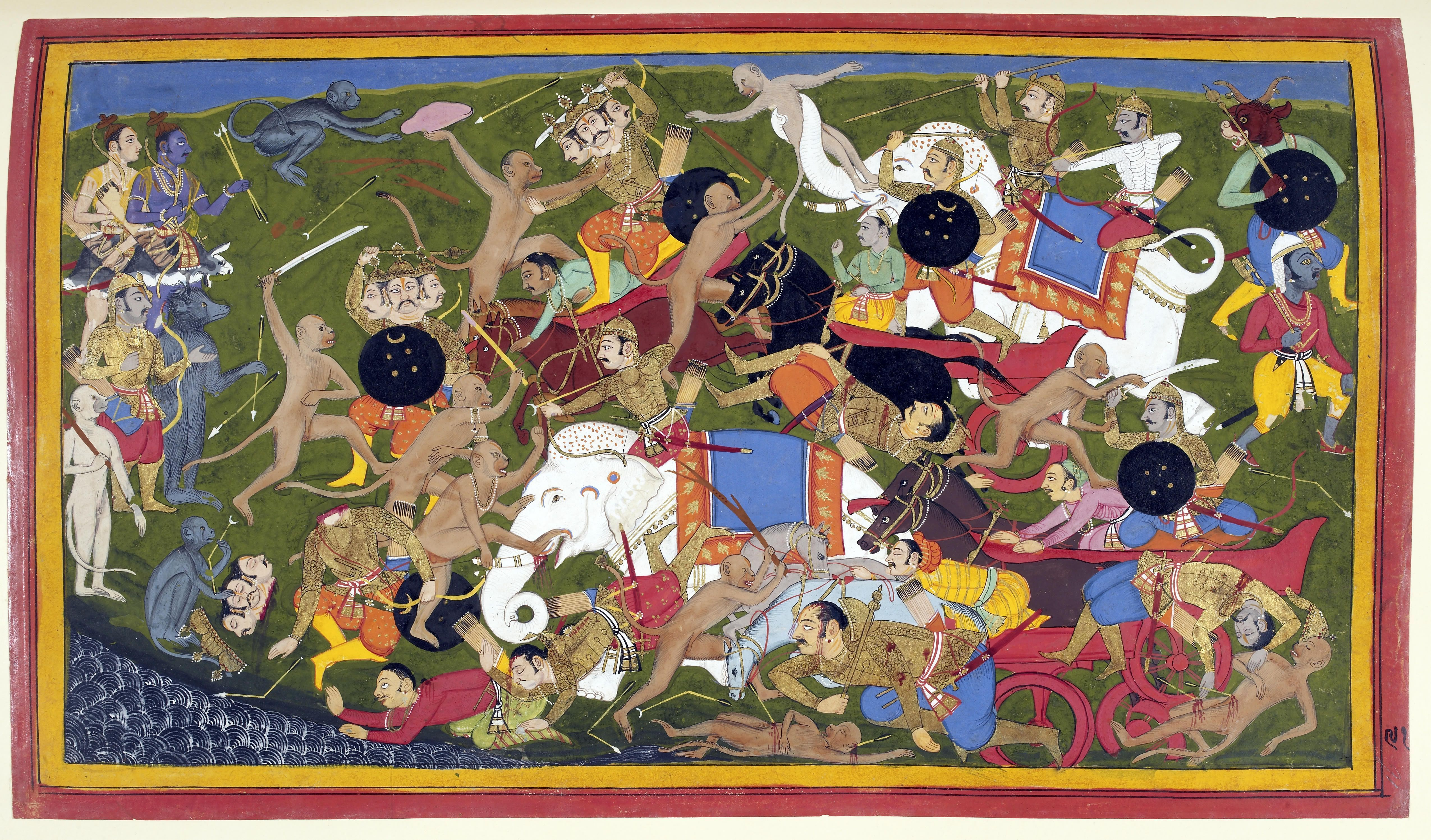
La battaglia tra i vānara e i rākṣasa (XVII secolo).

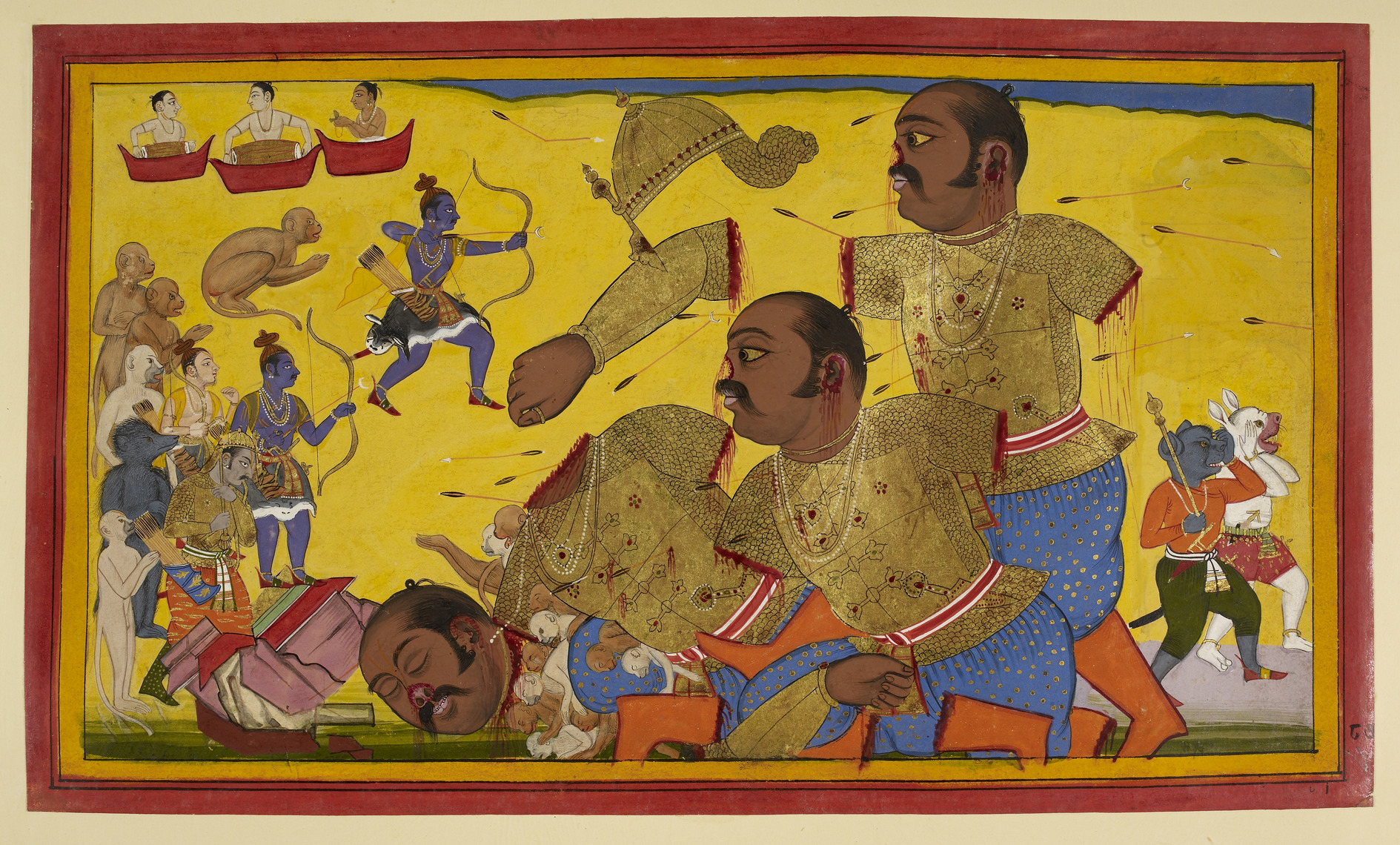
La morte di Kumbakarṇa (XVII secolo).

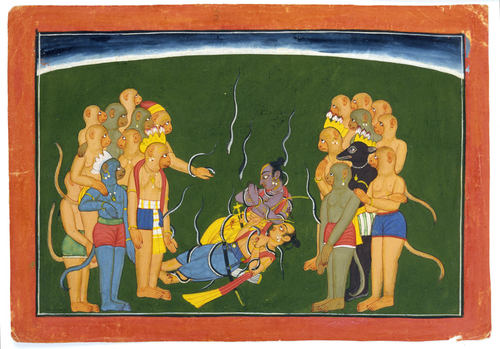
Rāma e Lakṣmaṇa feriti da Indrajit cadono a terra svenuti, circondati dai serpenti velenosi (XVIII secolo).

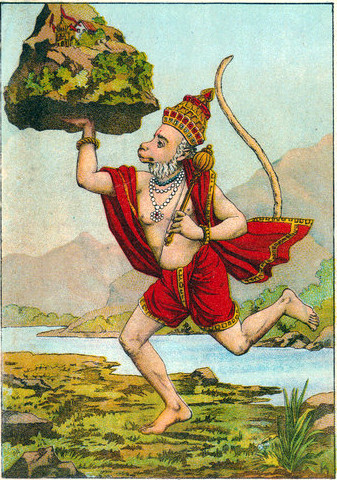
Hanumat trasporta l'Himālaya sul campo di battaglia a Laṅkā (Raja Ravi Varma, 1848-1906).

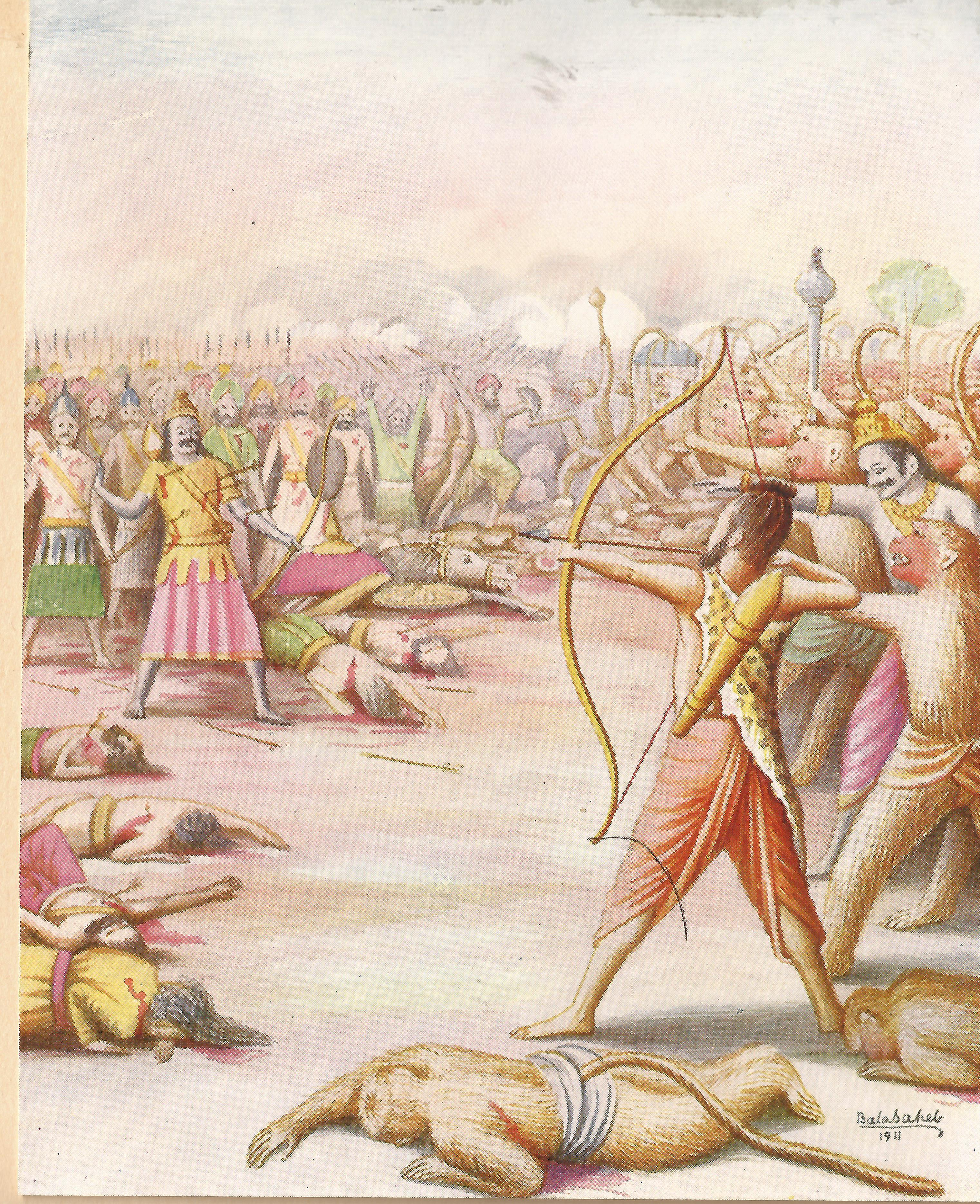
Lakṣmaṇa uccide Indrajit (primi XX secolo).

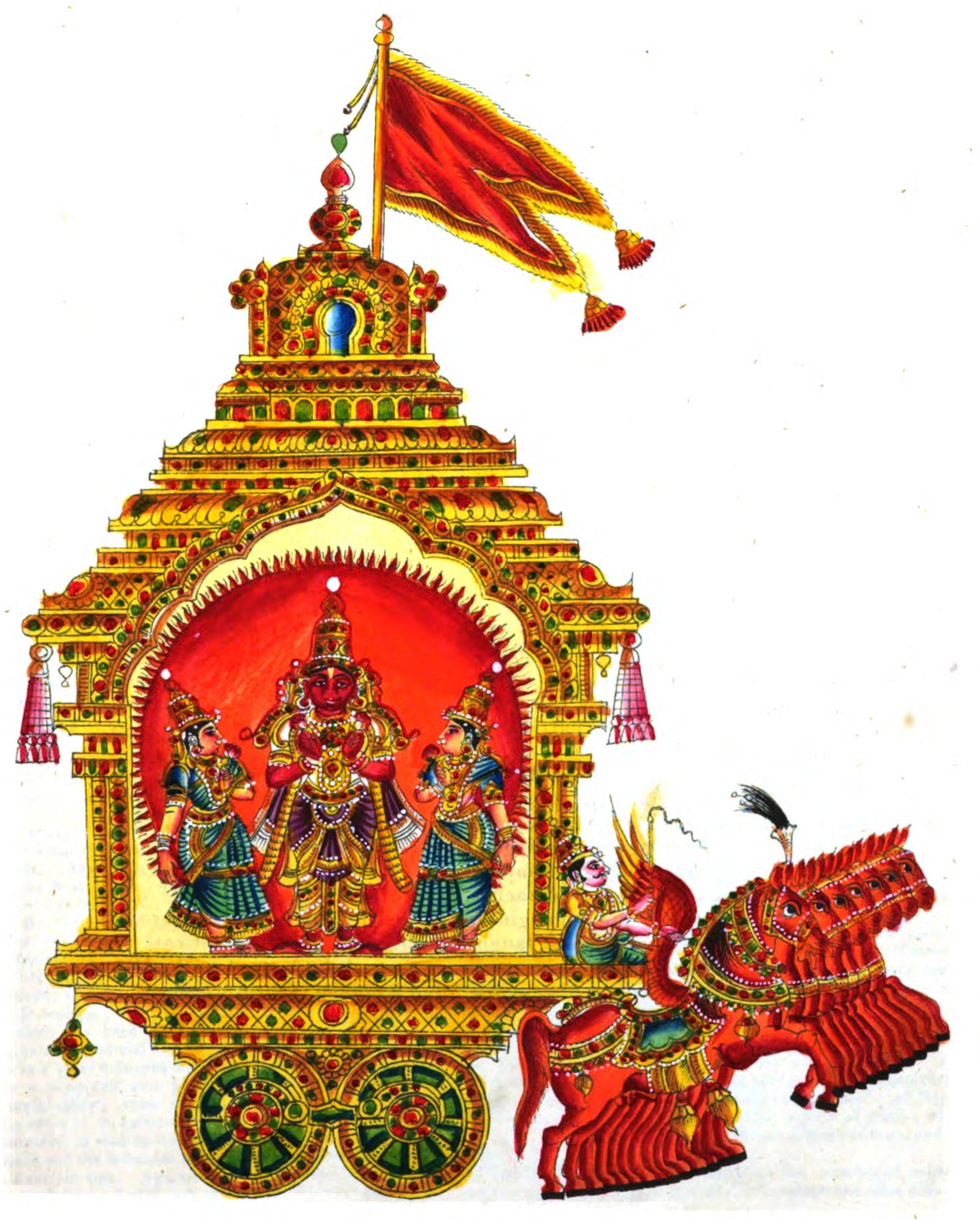
Sūrya, il dio Sole, assiso sul suo carro (XIX secolo). Qui Sūrya è accompagnato dai suoi due guardiani: Daṇḍī e Piṅgala. I sette cavalli che trainano il carro rappresentano i sette giorni della settimana.

Yuddhakāṇḍa è il sesto libro del poema epico Rāmāyaṇa.

## Contenuti
Rāma è rincuorato dal racconto di Hanumat ma al contempo preoccupato di liberare la moglie Sītā. Sugrīva lo rincuora sostenendo di essere certo della riuscita dell'impresa.
L'esercito dei vānara muove in un giorno astrologicamente propizio verso le coste indiane poste di fronte all'isola di Laṅkā.
Al contempo, impressionato dalle imprese di Hanumat, Rāvaṇa riunisce il governo dei demoni dell'isola.
I suoi consiglieri e ministri rammentano al loro re il successo delle sue imprese passate e, quindi, anche questa volta Rāvaṇa non potrà fallire.
Diversamente Vibhīṣaṇa, il fratello minore, avverte Rāvaṇa che il rapimento di Sītā viola apertamente sia le norme religiose (Dharma) sia le norme di condotta morale (nītiśāstra). Mentre un altro fratello di Rāvaṇa, Kumbhakarṇa, pur rimproverando al re l'illegittimità del rapimento della principessa, gli conferma il proprio appoggio nella guerra contro Rāma e l'esercito delle divine scimmie.
Il demone Mahāpārśva suggerisce nel frattempo a Rāvaṇa di compiere violenza nei confronti di Sītā, punendo in questo modo i suoi sprezzanti rifiuti. Ma il re dei demoni confida all'amico l'antica maledizione pronunciata da Brāhma contro di lui, che lo condanna alla morte immediata qualora provasse a violentare una donna, questa la vera ragione che conduce Rāvaṇa a uccidere Rāma di modo che, priva della protezione del marito, la principessa gli si conceda volontariamente.
Urtato dai rimproveri del fratello minore, Rāvaṇa minaccia di morte Vibhīṣaṇa il quale, spaventato, si decide per la fuga dall'isola e, raggiunta in volo la costa indiana, prega Rāma di accoglierlo.
Convinto anche da Hanumat, il dio risponde:
abhayam sarvabhūtebhyo dadāmy etad vrataṃ mama»
(Rāmāyaṇa, VI, 18, 35. Traduzione di  Stefano Piano, in Giuliano Boccali, Stefano Piano, Saverio Sani, Le letterature dell'India Torino, UTET, 2000, p. 148.)
Giunto di fronte all'oceano che separa il Subcontinente indiano da Laṅkā, Rāmā invoca il dio Oceano, Sagara, affinché consenta il suo attraversamento, il dio tuttavia non risponde, Rāmā allora lo minaccia. A questo punto Sagara appare nella sua magnificenza e spiega a Rāmā che la sua natura non gli consente di essere attraversato come se fosse una superficie solida, suggerendogli quindi di costruire un ponte.
Così sotto la guida della divina scimmia e architetto Nala, l'esercito dei  vānara sia avvia a costruire un ponte di pietre e tronchi d'albero.
Hanumat e Aṅgada trasportano sulle proprie spalle rispettivamente Rāma e Lakṣmaṇa.
Attraversando per mezzo del ponte la distanza di cento yojana che separa il Subcontinente dall'isola, l'esercito delle divine scimmie sbarca su Laṅkā cingendo d'assedio la sua splendida capitale al cui interno sono asserragliati i rākṣasa.
Rāvaṇa tenta ancora di sedurre Sītā, facendogli credere che il suo sposo è perito in uno scontro, ottenendo l'ennesimo sprezzante rifiuto dalla principessa.
L'anziano demone Mālyavat suggerisce a Rāvaṇa di restituire la sposa a Rāmā,  ma qui si inseriscono due śloka che la critica moderna ritiene interpolati. Così nel 35° sarga del VI kāṇḍa, precisamente nel 36 (37) śloka, Mālyavat spiega il suo consiglio:
(Rāmāyaṇa VI, 35, 36)
Ma Rāvaṇa rimane fermo nell'intenzione di combattere l'esercito delle divine scimmie convinto di poterlo annientare.
Sugrīva tenta quindi una sortita che il re dei demoni respinge per mezzo della magia, quindi Rāmā invia Aṅgada da Rāvaṇa in qualità di messo per una sfida a duello.
La battaglia tra i  vānara e i rākṣasa assume dei contorni drammatici quando Rāvaṇa guida una sortita dei demoni fuori dalla capitale. In quella circostanza il potente demone Indrajit riesce a scagliare una pioggia di frecce contro Rāma e Lakṣmaṇa, le quali, magicamente, si trasformano in mortali serpenti. I fratelli rimangono gravemente feriti e stanno per avere la peggio quando appare il divino avvoltoio Garuḍa che fa scomparire immediatamente i serpenti e che, toccando gli eroi, ne ristabilisce le forze.
Nel frattempo Rāvaṇa fa credere nuovamente a Sītā che il proprio divino marito sia morto, la principessa si dispera, confortata dall'ancella demone Trijaṭā.
Lo scontro infuria sempre più violento, molti sono i demoni che cadono per mano delle divine scimmie, fatto che impone a Rāvaṇa di scendere nuovamente sul campo, questa volta assiso sul suo temibile carro aereo assumendo l'aspetto terribile simile a quello di Rudra devastatore. Rāvaṇa incede feroce e anche Lakṣmaṇa non gli resiste, si teme il peggio per il divino fratello di Rāma che tuttavia viene messo in salvo da Hanumat.
Hanumat prende sulle spalle Rāma e lo conduce alla sfida contro Rāvaṇa. Il re dei demoni viene gravemente ferito dal dio, che pure lo risparmia non potendo finire un avversario ferito. Rientrato nella capitale assediata, il re dei demoni fa risvegliare il feroce suo fratello Kumbakarṇa, condannato da una maledizione di Brahmā a dormire per sei mesi di seguito, potendosi svegliare per un solo giorno. Kumbakarṇa rimprovera duramente Rāvaṇa per il rapimento della principessa, ma si decide a seguirlo convinto anche lui di poter sconfiggere il dio e il suo seguito di divine scimmie.
Sceso sul campo della battaglia, Kumbakarṇa incede furiosamente uccidendo e divorando centinaia di  vānara, finché  non viene affrontato da Rāma che lo mutila delle braccia, staccandogli la testa che fa precipitare all'interno della città assediata.
Ancora demoni cadono sul campo vittime delle furiose scimmie, quando nuovamente Indrajit, il più terribile tra i rākṣasa, si rende invisibile e con potenti mantra mette in fuga l'esercito dei vānara, immobilizzando, con il suo brahmāstra, i divini fratelli Rāma e Lakṣmaṇa che cadono a terra svenuti.
Indrajit orgoglioso del successo della sua iniziativa corre da Rāvaṇa per raccontargli l'accaduto, mentre la saggia scimmia Jāmbavat suggerisce ad Hanumat di recarsi immediatamente sull'Himālaya e lì procurarsi delle erbe miracolose per curare i due eroi. Hanumat compie rapidamente il viaggio, ma le erbe si nascondono alla sua vista, allora la divina scimmia sradica l'intero immenso monte che trasporta fino a Laṅkā, restituendo in questo modo salute e vigore ai due eroi e all'intero esercito dei vānara.
L'armata delle scimmie divine incendia, su ordine del loro re Sugrīva, la capitale Laṅkā. Altri eroi rākṣasa cadono per mano dei vānara, quando interviene ancora una volta il potente demone Indrajit che con le arti magiche crea una copia illusoria della principessa Sītā, che trafigge con la spada.
I fratelli divini e i vānara, inconsapevoli del carattere illusorio della messinscena, sono gettati nel profondo sconforto. Indrajit si rende nel frattempo invisibile e gettatosi nelle schiere nemiche vi compie stragi.
Il demone Vibhīṣaṇa, il fratello esule di Rāvaṇa, accolto da Rāma, avverte quest'ultimo del carattere illusorio della messinscena invitandolo a inviare Lakṣmaṇa a interrompere la magia.  Lakṣmaṇa portato sulle spalle da Hanumat affronta Indrajit e dopo un duro scontro in cui viene ferito, riesce a uccidere il demone con il suo potente indrāstra e il relativo mantra.
Rāvaṇa apprende la morte del potente fratello e colto dall'ira medita di uccidere la principessa Sītā, ma viene fermato dai suoi consiglieri.
Rāma intanto compie strage dei nemici, alti si alzano i lamenti funebri delle rākṣasi nei confronti di figli e mariti.
Il re dei demoni si decide quindi a scendere nuovamente sul campo di battaglia con nuove armi magiche simile questa volta a Yama, il signore dei morti, il padrone degli inferi. Altri comandanti dei demoni cadono sul campo, mentre Lakṣmaṇa, che tenta inutilmente di fermare Rāvaṇa, viene da questi gravemente ferito.
Rāma, salito sul carro divino di Indra, consegnatogli da Mātali (auriga dello stesso Indra) raggiunge il re dei demoni.
Il dio apprende da Agastya, il "veggente" (Ṛṣi), il celebre stotra, lo Ādityahṛdaya ("Il cuore/segreto del Sole") in onore del dio Sole (Sūrya; qui appellato come Āditya, ovvero figlio di Aditi), che consente a chiunque si trovi in pericolo la salvezza e la vittoria:
pūjayasva vivasvantaṃ bhāskaraṃ bhuvaneśvaram 

sarvadevātmako hyeṣa tejasvī raśmibhāvanaḥ 

eṣa devāsuragaṇān lokān pāti gabhastibhiḥ 

eṣa brahmā ca viṣṇuśca śḥ skandaḥ prajāpatiḥ 

mahendro dhanadaḥ kālo yamaḥ somo hyapāṃpatiḥ 

pitaro vasavaḥ sādhyā aśvinau maruto manuḥ 

vāyurvahniḥ prajāḥ prāṇa ṛtukartā prabhākaraḥ 

ādityaḥ savitā sūryaḥ khagaḥ pūṣā gabhastimān

suvarṇasadṛśo bhānurhiraṇyaretā divākaraḥ 

haridaśvaḥ sahasrārciḥ saptasaptirmarīcimān 

timironmadhanaḥ śambhustvaṣṭā mārtaṇḍako.aṃśumān 

hiraṇyagarbhaḥ śiśirastapano'ahaskaro raviḥ 

agnigarbho.aditeḥ putraḥ śaṅkhaḥ śiśiranāśanaḥ 

vyomanāthastamobhedī ṛgyajussāmapāragaḥ

ghanavṛṣṭirapāṃ mitro vindhyavīthīplavaṃgamaḥ 

ātapī maṇḍalī mṛtyuḥ piṅgalaḥ sarvatāpanaḥ 

kavirviśvo mahātejā raktaḥ sarvabhavodbhavaḥ 

nakṣatragrahatārāṇāmadhipo viśvabhāvanaḥ 

tejasāmapi tejasvī dvādaśātmannamo'stu te 

namaḥ pūrvāya giraye paścimāyādraye namaḥ 

jyotirgaṇānāṃ pataye dinādhipataye namaḥ 

jayāya jayabhadrāya haryāśvāya namo namaḥ 

namo namaḥ sahasrāṃśo ādityāya namo namaḥ 

nama ugrāya vīrāya sāraṅgāya namo namaḥ 

namaḥ padmaprabodhāya pracaṇḍāya namo'astu te 

brahmeśānācyuteśāya sūryāyādityavarcase 

bhāsvate sarvabhakṣāya raudrāya vapuṣe namaḥ 

tamoghnāya himagnāya śatrughnāyāmitātmane

kṛtaghnaghnāya devāya jyotiṣāṃ pataye namaḥ 

taptacāmīkarābhāya vahnaye viśvakarmaṇe 

namastamobhinighnāya rucaye lokasākṣiṇe 

nāśayatyeṣa vai bhūtaṃ tadeva sṛjati prabhuḥ 

pāyatyeṣa tapatyeṣa varṣatyeṣa gabhastibhiḥ 

eṣa supteṣu jāgarti bhūteṣu pariniṣṭhitaḥ 

eṣa caivāgnihotraṃ ca phalaṃ caivāgnihotriṇām 

vedāśca kratavaścaiva kratūnāṃ phalameva ca

yāni kṛtyāni lokeṣu sarveṣu raviḥprabhuḥ»
Ricolmo di gioia per la recitazione dello stotra, Rāma affronta in duello Rāvaṇa e, seguendo il consiglio del suo auriga Mātali, uccide il re dei demoni con quel brahmāstra ricevuto in dono da Agastya (cfr. lo Āraṇyakāṇḍa).

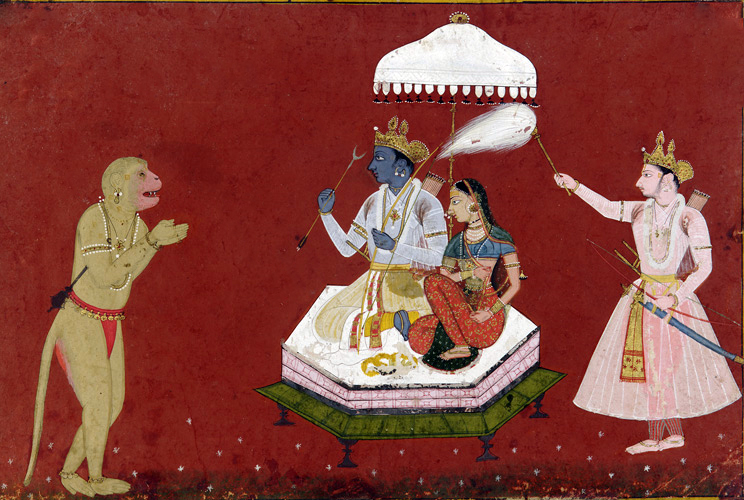
Rāma e Sītā assisi sul trono con Hanumat (a sinistra) e Lakṣmaṇa (a destra) in atteggiamento devozionale (XVI secolo).

Vibhīṣaṇa piange la morte del fratello Rāvaṇa, ma Rāma gli ricorda che è morto da guerriero, quindi in modo coerente con i doveri della casta kṣatriya a cui apparteneva.
Le sue spose e Mandodarī, la madre di Indrajit, piangono la morte di Rāvaṇa. Vibhīṣaṇa celebra il rito funebre per il re dei demoni e viene incoronato nuovo re di Laṅkā.
Hanumat, inviato da Rāma,  giunge da Sītā che, perdonate le proprie carceriere, compie le dovute abluzioni purificatorie adornandosi da principessa, quindi si presenta al dio ma, sopraffatta dall'emozione, pronuncia le sole parole āryaputra ("O nobile principe!").
Tra la sorpresa generale Rāma spiega alla sposa che le sue eroiche imprese hanno riguardato solo i suoi doveri di kṣatra quindi, non potendo accogliere la propria donna che è stata in casa di un altro uomo, la lascia libera di andare via.
Sītā protesta la propria innocenza, quindi invita Lakṣmaṇa a predisporre una pira dove ella si getterà nel fuoco.
Giungono schiere di dei i quali appellano Rāma in qualità di Dio, Persona suprema, ma egli contesta questo, dichiarandosi un semplice uomo e chiamando Brahmā come testimone di questo fatto. Ma Brahmā gli si rivolge con profondo rispetto, indicandolo come Viṣṇu-Nārāyaṇa, come Brahman e Signore dell'universo. Giunge anche il dio del fuoco sacrificale, Agni, che restituisce a Rāma Sītā  confermandone l'innocenza e la purezza. A questo punto Rāma dichiara di essere sempre stato convinto della purezza della sposa, ma di aver richiesto tale prova per convincere il suo seguito e il popolo.
Indra, su richiesta di Rāma, riporta in vita i vānara morti in battaglia.
Vibhīṣaṇa dona al dio il carro Puṣpaka appartenuto a Kubera. Saliti tutti sul magnifico carro fanno ritorno ad Ayodhyā. Lungo il percorso raccolgono il fratello del dio, Bharata, che dopo aver collocato i sandali di Rāma sul trono, viveva in qualità di asceta in un eremo in attesa del ritorno del vero re.
Giunto nella capitale, Rāma viene solennemente insediato dal ṛṣi Vasiṣṭha sul trono di Ayodhyā, regnando per undicimila anni.
Il kāṇḍa termina con il phala ("frutto") della lettura/ascolto dell'opera: chiunque la compia è liberato dalla sofferenza, dal male, ottenendo quindi ciò che desidera, in quanto Dio, Rāma, di lui si compiace.